# Eevee
Eevee (Japans: イーブイ Ībui) is een Pokémon die voorkomt vanaf de eerste serie. Eevee is een soort kruising van een kat, een konijn en een vos.
De genetische code van Eevee is onstabiel, waardoor hij in verschillende vormen kan evolueren. Zijn naam is dan ook een afkorting voor evolutie. Door deze mogelijkheid tot diverse evoluties kan hij zich goed aanpassen aan de omstandigheden. Trainers kunnen speciale stenen gebruiken om Eevee te transformeren naar acht verschillende soorten Pokémon waaronder:
- De Water Stone verandert Eevee in Vaporeon, een Water-type
- De Thunder Stone verandert Eevee in Jolteon, een Electric-type
- De Fire Stone verandert Eevee in Flareon, een Fire-type.

In de tweede generatie (Gold en Silver) kreeg Eevee er twee evoluties bij: Espeon, een Psychic-type en Umbreon, een Dark-type. Als de speler een goede vriendschap met Eevee opbouwt en Eevee een level omhooggaat, evolueert hij, afhankelijk van de tijd in Espeon (overdag) of Umbreon ('s nachts).
In de vierde generatie (Diamond en Pearl) krijgt Eevee er nog twee evoluties bij, waardoor hij op een totaal komt van 7.
Als Eevee een level omhoog gaat bij de Moss Rock evolueert hij in Leafeon, een Grass-type, en als hij bij Ice Rock een level omhooggaat, evolueert hij in Glaceon, een Ice-type.
In de zesde generatie (Pokemon X en Y) kwam er nog een evolutie bij.
Als Eevee een level omhoog gaat terwijl hij een Fairy-typeaanval kent en minstens twee genegenheidshartjes heeft evolueert hij in Sylveon, een Fairy-type.
De aanvallen van Eevee zijn voornamelijk op snelheid gebaseerd, waaronder de zogenaamde Take Down-aanval.
In de derde generatie games is Eevee enkel in Fire Red en Leaf Green te krijgen. In Diamond/Pearl is hij in de Trophy Garden te vangen (Nationale dex). In de game Pokemon Platinum is Eevee te verkrijgen door naar Bebe te gaan in Hearthome City, maar ook door naar de Trophy Garden te gaan.

## Ruilkaartenspel
Er bestaan 19 standaard Eevee-kaarten, waarvan twee enkel in Japan uitgebracht zijn, en één Lt. Surge's Eevee-kaart, allemaal met het type Colorless als element. Verder bestaat er nog één Eevee δ-kaart van het Metal-type.